# Olympische Sommerspiele 1996/Kanu – Zweier-Canadier 500 m (Männer)
Die Wettkämpfe im Zweier-Canadier über 500 Meter bei den Olympischen Sommerspielen 1996 fanden vom 31. Juli bis 4. August 1996 auf dem Lake Lanier statt. Olympiasieger wurden die amtierenden Weltmeister aus Ungarn vor Moldau, die hier ihre erste Silber-Medaille bei Olympischen Spielen holten. 
Die beiden Athleten aus Moldau, Victor Reneischi und Nicolae Juravschi hatten allerdings bereits 1988 für die Sowjetunion Doppel-Gold bei den Spielen in Seoul  geholt.

## Ergebnisse

### Vorläufe
Die jeweils ersten drei Boote qualifizierten sich direkt für die Halbfinals, alle weiteren Boote für die Hoffnungsläufe.

#### Vorlauf 1
| Rang | Athleten                                   | Nation     | Zeit         |
| ---- | ------------------------------------------ | ---------- | ------------ |
| 1    | György Kolonics Csaba Horváth              | Ungarn     | 1:43,907 min |
| 2    | José Alfredo Bea Oleg Shelestenko          | Spanien    | 1:45,635 min |
| 3    | Andrei Kabanow Pawel Konowalow             | Russland   | 1:46,307 min |
| 4    | Dražen Funtak Ivan Šabjan                  | Kroatien   | 1:47,235 min |
| 5    | Attila Buday Tamas Buday jr.               | Kanada     | 1:47,551 min |
| 6    | Dsmitryj Douhaljonok Aljaksandr Massjajkou | Belarus    | 1:47,923 min |
| 7    | Pavel Bednář Petr Fuksa                    | Tschechien | 1:47,955 min |

#### Vorlauf 2
| Rang | Athleten                              | Nation      | Zeit         |
| ---- | ------------------------------------- | ----------- | ------------ |
| 1    | Victor Reneischi Nicolae Juravschi    | Moldau      | 1:44,477 min |
| 2    | Andreas Dittmer Gunar Kirchbach       | Deutschland | 1:45,145 min |
| 3    | Martin Marinow Blagowest Stojanow     | Bulgarien   | 1:45,545 min |
| 4    | Csaba Orosz Peter Páleš               | Slowakei    | 1:45,893 min |
| 5    | Park Chang-kyu Jun Kwang-rak          | Südkorea    | 1:47,453 min |
| 6    | Paweł Baraszkiewicz Marcin Kobierski  | Polen       | 1:48,357 min |
| 7    | Vladimir Shayslamov Sergey Shayslamov | Usbekistan  | 1:51,929 min |

#### Vorlauf 3
| Rang | Athleten                              | Nation         | Zeit         |
| ---- | ------------------------------------- | -------------- | ------------ |
| 1    | Gheorghe Andriev Grigore Obreja       | Rumänien       | 1:43,548 min |
| 2    | Oleksandr Lytwynenko Oleksij Ihrajew  | Ukraine        | 1:46,652 min |
| 3    | Domenico Cannone Antonio Marmorino    | Italien        | 1:46,996 min |
| 4    | Andrew Train Stephen Train            | Großbritannien | 1:47,892 min |
| 5    | Sergei Sergejew Kaissar Nurmaganbetow | Kasachstan     | 1:49,252 min |

### Hoffnungsläufe
Die ersten vier Boote des jeweiligen Hoffnungslaufs und der zeitbessere Fünfte erreichten das Halbfinale. Somit schied nur das Boot aus Usbekistan aus.

#### Hoffnungslauf 1
| Rang | Athleten                              | Nation         | Zeit         |
| ---- | ------------------------------------- | -------------- | ------------ |
| 1    | Attila Buday Tamas Buday jr.          | Kanada         | 1:49,820 min |
| 2    | Andrew Train Stephen Train            | Großbritannien | 1:50,476 min |
| 3    | Pavel Bednář Petr Fuksa               | Tschechien     | 1:50,480 min |
| 4    | Park Chang-kyu Jun Kwang-rak          | Südkorea       | 1:50,776 min |
| 5    | Vladimir Shayslamov Sergey Shayslamov | Usbekistan     | 1:52,768 min |

#### Hoffnungslauf  2
| Rang | Athleten                                   | Nation     | Zeit         |
| ---- | ------------------------------------------ | ---------- | ------------ |
| 1    | Dsmitryj Douhaljonok Aljaksandr Massjajkou | Belarus    | 1:47,837 min |
| 2    | Csaba Orosz Peter Páleš                    | Slowakei   | 1:47,965 min |
| 3    | Paweł Baraszkiewicz Marcin Kobierski       | Polen      | 1:48,093 min |
| 4    | Dražen Funtak Ivan Šabjan                  | Kroatien   | 1:50,473 min |
| 5    | Sergei Sergejew Kaissar Nurmaganbetow      | Kasachstan | 1:51,533 min |

### Halbfinalläufe
Die ersten vier Boote des jeweiligen Halbfinals und der zeitbessere Fünfte erreichten das Finale.

#### Halbfinale 1
| Rang | Athleten                             | Nation   | Zeit         |
| ---- | ------------------------------------ | -------- | ------------ |
| 1    | Gheorghe Andriev Grigore Obreja      | Rumänien | 1:41,653 min |
| 2    | Victor Reneischi Nicolae Juravschi   | Moldau   | 1:42,029 min |
| 3    | José Alfredo Bea Oleg Shelestenko    | Spanien  | 1:42,397 min |
| 4    | Andrei Kabanow Pawel Konowalow       | Russland | 1:43,141 min |
| 5    | Csaba Orosz Peter Páleš              | Slowakei | 1:43,757 min |
| 6    | Attila Buday Tamas Buday jr.         | Kanada   | 1:44,213 min |
| 7    | Park Chang-kyu Jun Kwang-rak         | Südkorea | 1:44,453 min |
| 8    | Paweł Baraszkiewicz Marcin Kobierski | Polen    | 1:44,793 min |
| 9    | Domenico Cannone Antonio Marmorino   | Italien  | 1:47,557 min |

#### Halbfinale 2
| Rang | Athleten                                   | Nation         | Zeit         |
| ---- | ------------------------------------------ | -------------- | ------------ |
| 1    | György Kolonics Csaba Horváth              | Ungarn         | 1:42,186 min |
| 2    | Andreas Dittmer Gunar Kirchbach            | Deutschland    | 1:43,650 min |
| 3    | Dsmitryj Douhaljonok Aljaksandr Massjajkou | Belarus        | 1:43,938 min |
| 4    | Martin Marinow Blagowest Stojanow          | Bulgarien      | 1:44,130 min |
| 5    | Dražen Funtak Ivan Šabjan                  | Kroatien       | 1:44,770 min |
| 6    | Pavel Bednář Petr Fuksa                    | Tschechien     | 1:44,902 min |
| 7    | Andrew Train Stephen Train                 | Großbritannien | 1:45,638 min |
| 8    | Sergei Sergejew Kaissar Nurmaganbetow      | Kasachstan     | 1:45,998 min |
| 9    | Oleksandr Lytwynenko Oleksij Ihrajew       | Ukraine        | 1:51,010 min |

### Finale
| Rang | Athleten                                   | Nation      | Zeit         |
| ---- | ------------------------------------------ | ----------- | ------------ |
| 1    | György Kolonics Csaba Horváth              | Ungarn      | 1:40,420 min |
| 2    | Victor Reneischi Nicolae Juravschi         | Moldau      | 1:40,456 min |
| 3    | Gheorghe Andriev Grigore Obreja            | Rumänien    | 1:41,336 min |
| 4    | Andreas Dittmer Gunar Kirchbach            | Deutschland | 1:41,760 min |
| 5    | Martin Marinow Blagowest Stojanow          | Bulgarien   | 1:42,208 min |
| 6    | Andrei Kabanow Pawel Konowalow             | Russland    | 1:42,496 min |
| 7    | José Alfredo Bea Oleg Shelestenko          | Spanien     | 1:43,572 min |
| 8    | Csaba Orosz Peter Páleš                    | Slowakei    | 1:44,116 min |
| 9    | Dsmitryj Douhaljonok Aljaksandr Massjajkou | Belarus     | 1:46,840 min |